# Refugi de Francolí
El refugi de Francolí és un refugi de muntanya de la Parròquia de Sant Julià de Lòria (Andorra) a 1.865 m d'altitud situat a la dreta del torrent de la Solana de Llimois en la plana coneguda com a Pletiu de Més Avall.

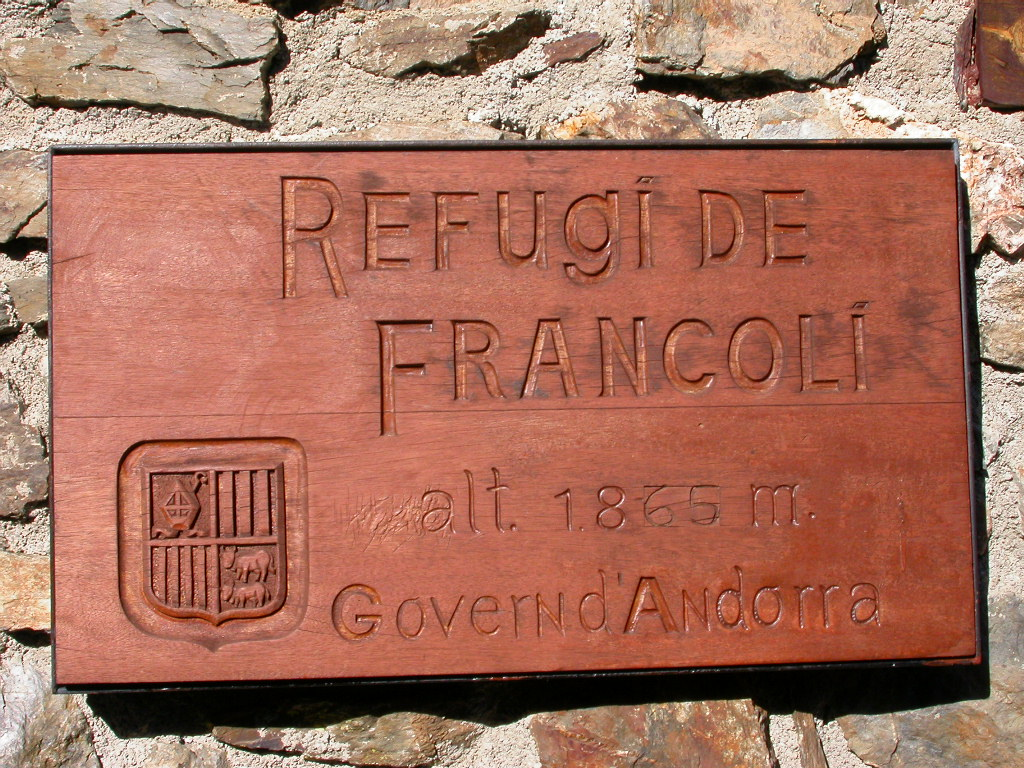
Placa identificativa a l'exterior.